# Димитър Скордев
Димитър Генчев Скордев (01.06.1936 г. – 29.12.2022 г.) е български математик. Син е на архитектите Генчо Скордев и Елена Варакаджиева-Скордева.
От 1989 г. е професор в катедрата по математическа логика и нейните приложения във Факултета по математика и информатика на Софийския университет „Св. Климент Охридски“. Ръководител на катедрата и на предхождащия я сектор по математическа логика от 1972 до 2000 г. Доайен и пионер на изследванията по математическа логика в България, създал българска научна школа в областта на теорията на изчислимостта, известна като алгебрична (или аксиоматична) теория на рекурсията. Носител на наградата Акад. Никола Обрешков за 1981 г., най-високото българско отличие за постижения в областта на математиката, присъдено за неговата монография Комбинаторни пространства и рекурсивност в тях.
Научните интереси на Димитър Скордев включват изчислимост и сложност в математическия анализ, математическа логика, обобщена теория на рекурсията, както и теория на компютърните програми и изчисленията.
Димитър Скордев има над 50 години преподавателска дейност в областта на математическия анализ, математическа логика, логическото програмиране, дискретната математика и компютърната наука. Автор е на 97 научни публикации, две монографии и около петдесет популярни статии. Съавтор е на българската фонетична клавиатурна подредба, включена в проекта за стандарт прБДС 5237:2006.